# Берёзовка (Хорольский район)
В Чугуевском районе Приморья тоже есть село Берёзовка.
Берёзовка — село в Хорольском районе Приморского края России. Входит в состав  Лучкинского сельского поселения.

## История
Ранее село называлось 2-е отделение совхоза, в нём располагалась «Лучковская птицефабрика», которая была ликвидирована. Переименовано в Берёзовку 7 июля 2000 года.

## Население
| 2002 | 2008 | 2010 |
| ---- | ---- | ---- |
| 326  | ↘298 | ↘244 |

## Улицы
В селе имеются три улицы: Калининская, Советская и Юбилейная.

## Инфраструктура
Все объекты культуры и быта находятся в селе Лучки.